# Sigurd Brieler

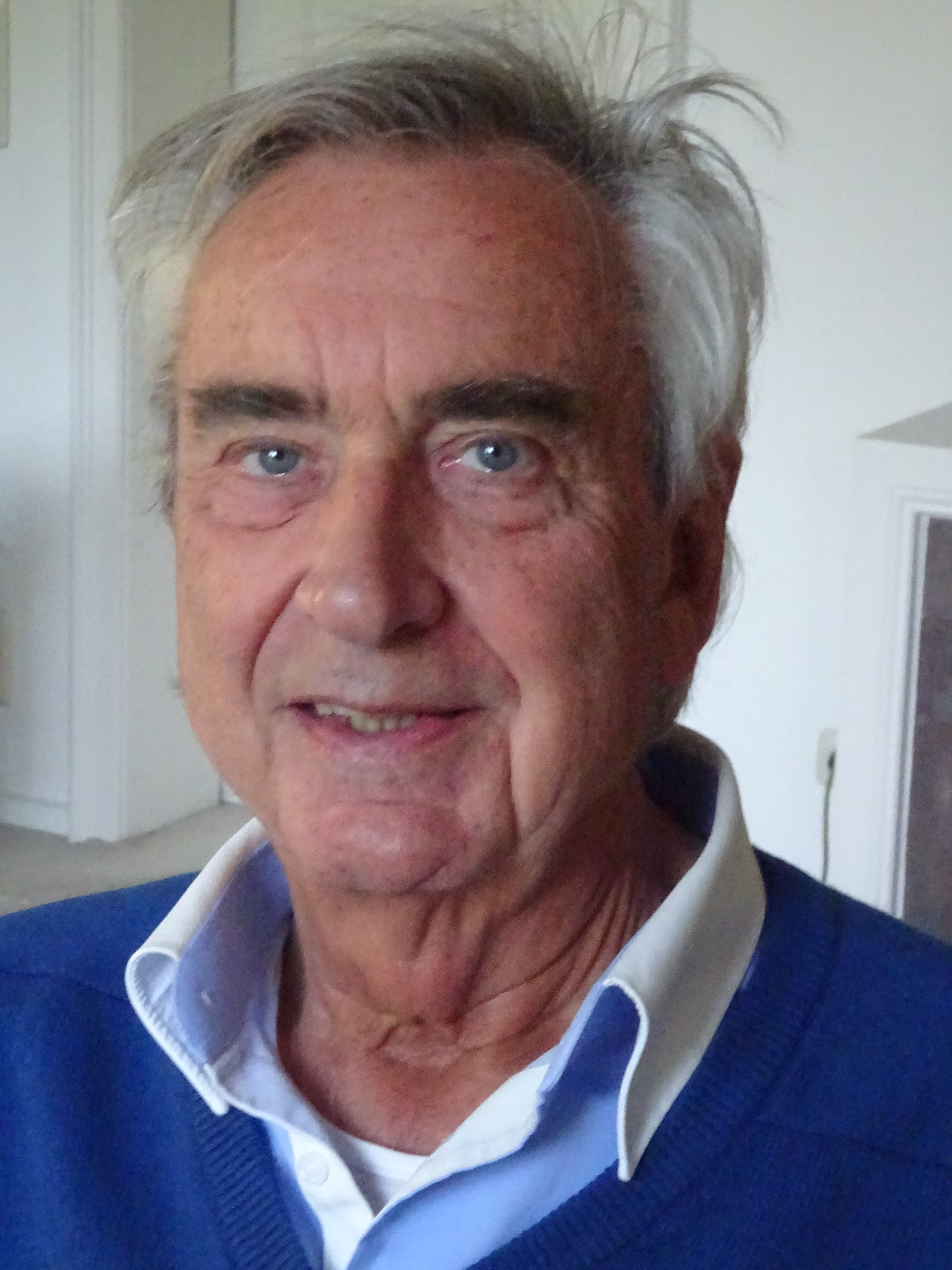
Sigurd Brieler (2022)

Heinz Sigurd Brieler (* 28. November 1942 in Kiel) ist ein deutscher Chirurg.

## Leben
Brieler besuchte die Kieler Gelehrtenschule. Nach dem Abitur studierte er an der Albert-Ludwigs-Universität Freiburg, der Philipps-Universität Marburg. der Julius-Maximilians-Universität Würzburg und der Universität Hamburg Medizin. Nachdem er im Februar 1969 in Hamburg das Staatsexamen bestanden hatte, war er 15 Monate Medizinalassistent in Hamburg, Oberstdorf und Kiel. 1970 heiratete er seine Kollegin, die spätere Gynäkologin Dr. Gisela Brieler. Mit einer pharmakologischen Doktorarbeit bei Heinz Lüllmann wurde er 1971 zum Dr. med. promoviert. Chirurg wurde er bei Berthold Löhr und Horst Hamelmann in Kiel. 1981 habilitierte er sich. Für  die Vorstellung der Ergebnisse erhielt er 1981 mit Arnulf Thiede den 1. Posterpreis der Deutschen Gesellschaft für Chirurgie. Bei Kurt Semm in der Kieler Gynäkologie erlernte er den Umgang mit dem Endoskop. Er wurde 1984 zum Chef im Bergedorfer Bethesda-Krankenhaus gewählt und 1987 zum apl. Professor ernannt. Kurz nach dem Fall der Berliner Mauer, im November 1989, leitete er die 144. Tagung der Vereinigung Nordwestdeutscher Chirurgen. Auf dieser Wintertagung konnte er erstmalig Kollegen aus der Deutschen Demokratischen Republik begrüßen. Zwei kamen aus Rostock, einer aus Wismar. In der Silvesternacht desselben Jahres gelang ihm die erste laparoskopische Appendektomie in Norddeutschland. Einen weiteren Posterpreis erhielt er 2002 von der Vereinigung Nordwestdeutscher Chirurgen.
Seit dem 21. Mai 2005 im Ruhestand, studierte er an der Universität Hamburg Geschichte und Germanistik bis zum Bachelor. Seit Gründung der Gottfried-Benn-Gesellschaft 1998 ihr Mitglied, war er in mehreren Vorstandspositionen tätig, zuletzt als stellvertretender Vorsitzender. 2014 richtete er ihre Jahrestagung in Hamburg aus. Er publizierte mehrere Essays zu und über Gottfried Benn, 2024 fungierte er als Herausgeber des Sammelbandes: Gottfried Benn - Ein Kaleidoskop im Solivagus Verlag.

## Werke
- Zur Chirurgie der chronischen Gliedmaßen-Ischämie im höheren Alter. 1974.
- Die ankylosierte Wirbelsäule. Gottfried Benn in Schlangenbad 1956. Keicher, Warmbronn 2010.
- In alter Zeitgenossenschaftlichkeit. 1912–1956. Gottfried Benns Widmungen an Rudolf Kuntz. Mit 9 Faksimiles und 13 anderen Abbildungen. 2011.
- Städte mit Wasser sind schöner. Gottfried Benn in Hamburg. Keicher, Warmbronn, 2013.
- Büchner-Preis und Bundes-Orden. Gottfried Benn in der Wahrnehmung seiner öffentlichen Ehrungen. Hamburg 2014.
- mit Eberhard Deltz: Benn und Beckmann im Sommer 1936 in Berlin. 2016.
- Gottfried Benn und Dänemark Reisen und Reflexionen (gottfriedbenn.de)
- Gottfried Benn und die Buschis (Mitteilungen der Gottfried-Benn-Gesellschaft)